# Renault Modus

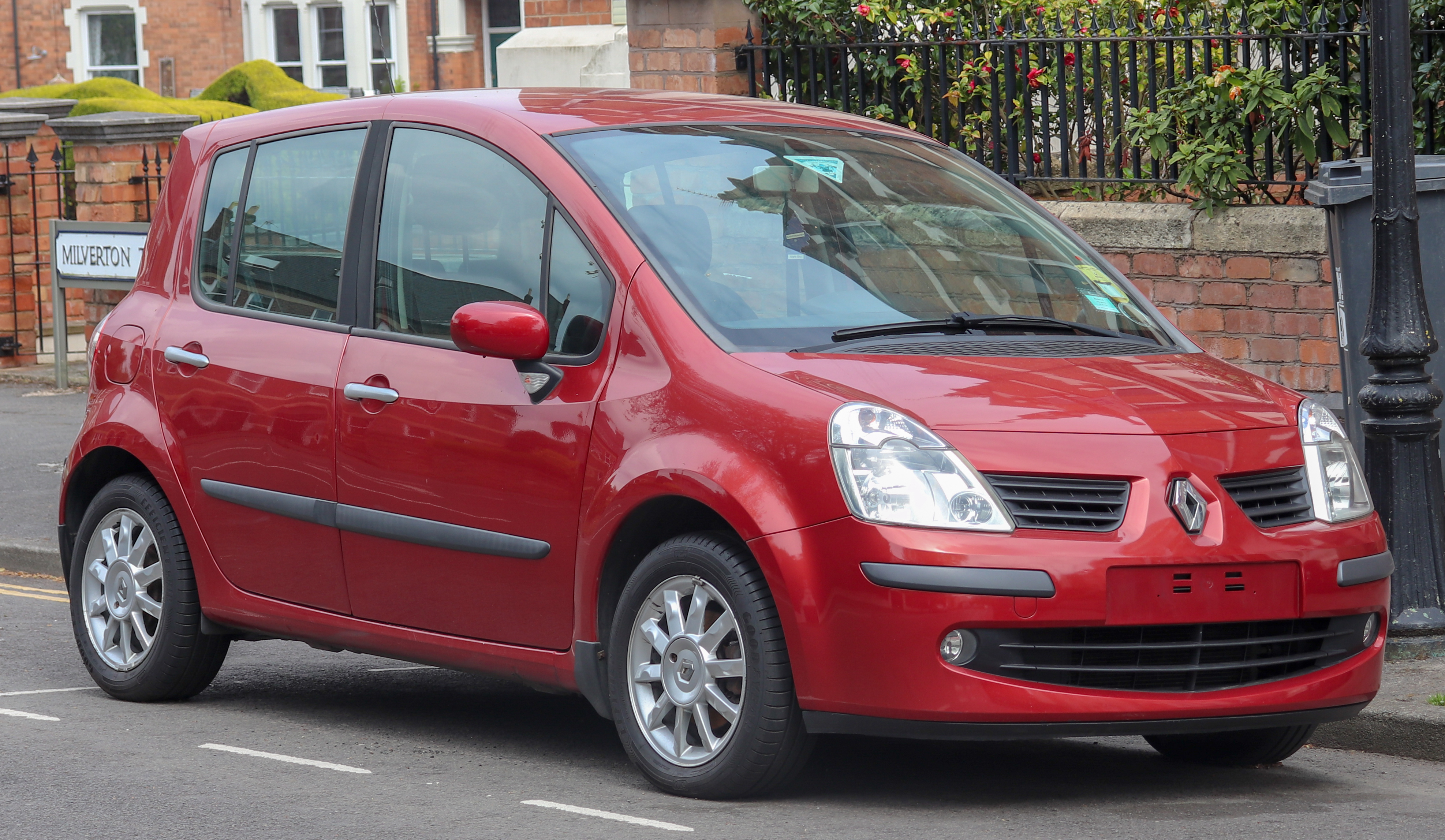
Renault Modus

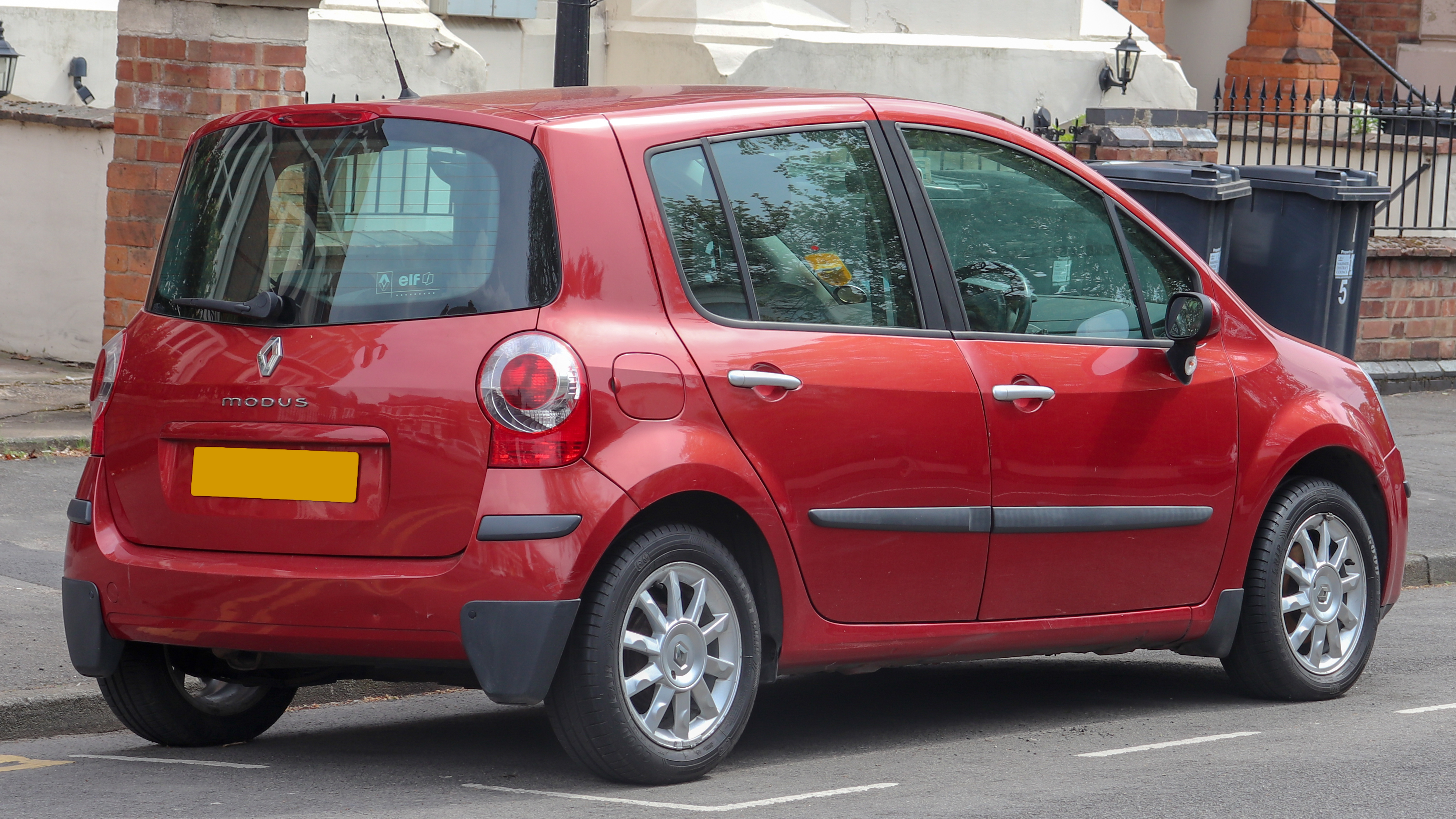
Renault Modus

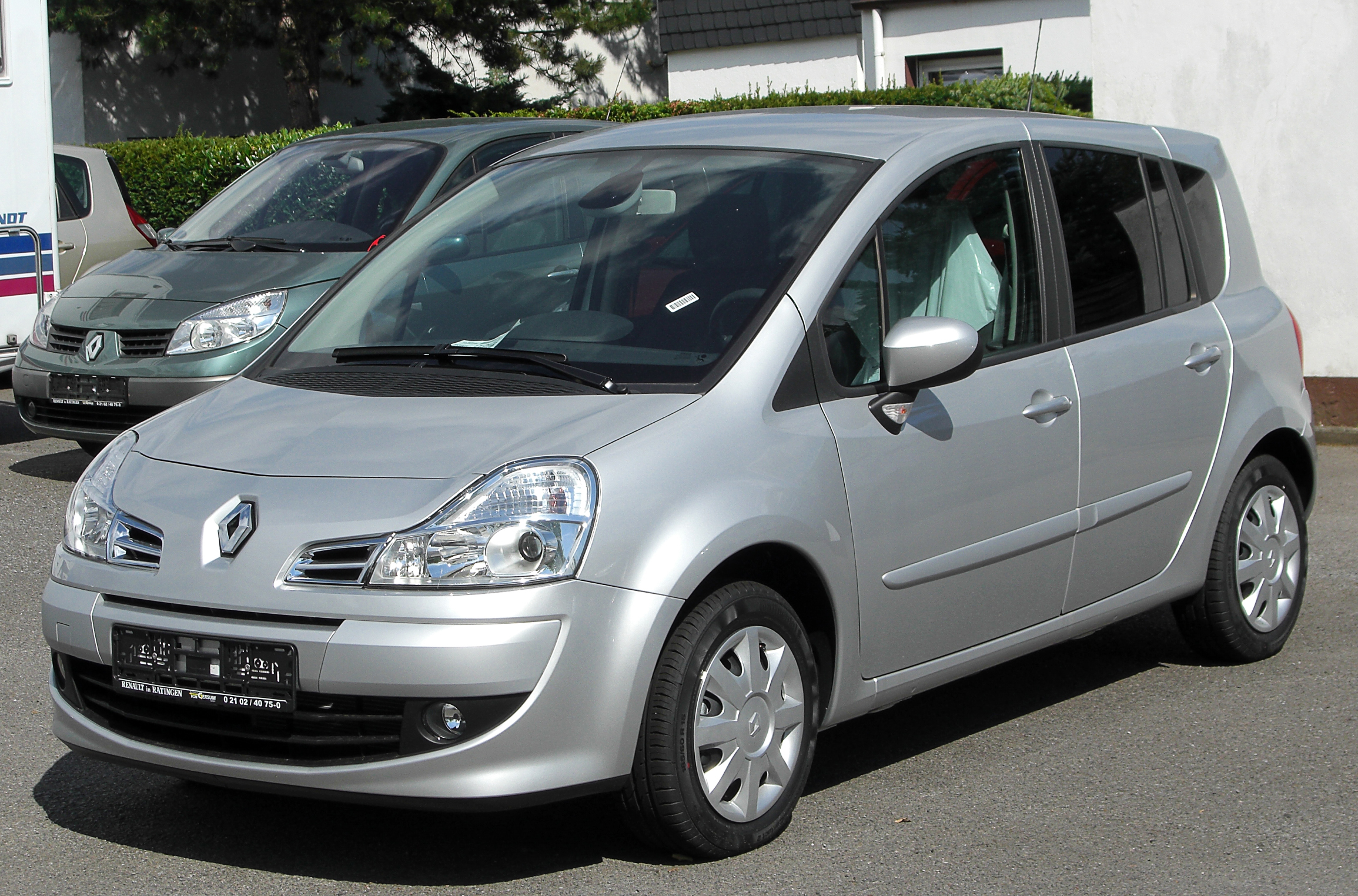
Renault Grand Modus

Renault Modus (укр. Рено́ Модус) — субкомпактвен французького автовиробника Renault.

## Опис
Серійне виробництво налагоджено в іспанському місті Вальядолід. Дебютував на Женевському автосалоні 2004 року. У 2007 році автомобіль пройшов процес рестайліга. Так само з'явилася нова модифікація Grand Modus, що має більшу довжину і колісну базу. Modus спроектований на платформі «B-Platform», яку використовують також Renault Symbol, Renault Logan (Dacia Logan), Nissan Micra, Nissan Note.
Важливо згадати, що Рено Модус став першим компактним автомобілем, чиї показники краш-тестів заслужили 5-бальну оцінку по Euro NCAP. Основними конкурентами Renault Modus виступають: Honda Jazz, Nissan Note і Ford Fusion.
Незважаючи на високі показники краш-тестів, базова комплектація хетчбека Authentique оснащується тільки 4 подушками безпеки. Автомобілі в стандартній комплектації також обладнані: електропривідними передніми вікнами, бортовим комп'ютером, багажним відсіком під підлогою і системою екстреного гальмування. Версія Privilege оснащується: кондиціонером, задніми електропривідними вікнами, сигналізацією, автоматичними фарами і двірниками. Модифікація Expression комплектується: CD-плеєром, касетним плеєром і електропривідними бічними вікнами з підігрівом. Варіант Dynamique оснащений 15-дюймовими легкосплавними дисками і передніми протитуманними фарами. 
Гамма бензинових двигунів включає в себе три 16-клапанних двигуна: об'ємом 1,2, 1,4 і 1,6 л і потужністю відповідно 75, 98 і 113 к.с. Так само є і дизельні двигуни 1,5 dCi, потужністю 68 і 82 к.с. У Megane II запозичена 5-ступінчаста механічна коробка передач, передавальні числа якої адаптовані до Modus, а з двигуном 1,6 л агрегатується автоматична коробка передач.

## Двигуни
- 1.2 L 16v I4 75 к.с.
- 1.2 L 16v TCe I4 98 к.с.
- 1.4 L 16v I4 100 к.с.
- 1.6 L 16v I4 113 к.с.
- 1.5 L dCi I4 (diesel) 68 к.с.
- 1.5 L dCi I4 (diesel) 82 к.с.
- 1.5 L dCi I4 (diesel) 106 к.с.
- 1.9 L F9Q dCi I4 (diesel) 120 k.c.